# Balad
Balad (hebrejsky: בל"ד, je akronym Brit Le'umit Demokratit, ברית לאומית דמוקרטית, doslova „Národní demokratická rada“; arabsky: التجمع الوطني الديمقرآطي, al-tajamu' al-watani al-dīmūqrati nebo بلد, doslova „Rodné město“) je izraelská politická strana izraelských Arabů, od roku 2007 vedená Džamalem Zahalkou. Někdy je nazývána jako „Národní demokratická aliance.“ Ve volbách do Knesetu v roce 2013 získala strana 3 mandáty.

## Program
Balad je arabská nacionalistická politická strana, mezi jejíž proklamované cíle patří přeměnit Izrael v demokracii pro všechny jeho obyvatele bez ohledu na národnostní nebo etnickou příslušnost. Balad rovněž požaduje, aby Izrael uznal palestinské Araby jako národnostní menšinu oprávněnou pobírat výhody ze všech práv spojených s tímto statutem, včetně autonomie ve školství, kultuře a médiích.
Strana podporuje vytvoření dvou států v hranicích před rokem 1967 s tím, že Západní břeh, Pásmo Gazy a východní Jeruzalém by měli tvořit Palestinský stát, a že by mělo dojít k splnění rezoluce RB OSN č. 194, požadující právo na návrat palestinským uprchlíkům na území Izraele (čímž by Izrael přestal být židovským státem).
Balad se sám označuje jako „demokratickou progresivní národní stranu pro palestinské obyvatele Izraele“.
Od svého založení vystupuje proti každému návrhu státního rozpočtu, jelikož podle něj diskriminuje arabské obyvatelstvo.